# Star Ocean: The Divine Force
Star Ocean: The Divine Force (スターオーシャン6 ザ ディヴァイン フォース? Star Ocean 6: The Divine Force) è un videogioco action RPG sviluppato da tri-Ace e pubblicato nel 2022 da Square Enix. È il sesto titolo della serie Star Ocean.

## Modalità di gioco
Star Ocean: The Divine Force permette di controllare due personaggi, Raymond e Laeticia.

## Sviluppo
Star Ocean: The Divine Force è stato annunciato nel 2021. La colonna sonora è composta da Motoi Sakuraba, mentre il character design è affidato a Akira Yasuda (Akiman).

## Accoglienza
Secondo la rivista Famitsū nella prima settimana di lancio in Giappone Star Ocean: The Divine Force ha venduto 44 178 copie, 27 001 per PlayStation 4 e 17 177 per PlayStation 5.